# Fort Wint
Fort Wint (Grande Île, Philippines) est une structure militaire assurant une partie des défenses du port de Manille et de la baie de Subic construites par le Philippine Department (en) de l’United States Army entre 1907 et 1920 en réponse aux recommandations du Taft Board. Fort Wint est situé sur la Grande Île à l'entrée de la baie de Subic, à environ 56 km au nord de la baie de Manille. Le fort est nommé d’après le général de brigade Theodore J. Wint (en).